# Nivelación lingüística
La nivelación lingüística es el proceso por el que variantes dialectales de un idioma se aproximan entre sí, típicamente por eliminación de formas marcadas, mejorando su mutua inteligibilidad y dando lugar a una lengua más homogénea. Las formas que causan más problemas de comprensión son simplificadas o eliminadas y el número de variantes disminuye. El cambio es progresivo y antes de que se complete, hay variación condicionada al entorno social. El proceso de intercambio de las variantes dialectales se conoce también como reasignación de variantes.

## En el español
Cuando se mezclaron los dialectos distintos de varias regiones en un territorio determinado de la España medieval, las variantes en competencia luego sufrieron el proceso de la reducción mediante la nivelación. Es decir, una de las variedades fue adoptada por la comunidad.
Por otro lado, este resultado normal de simplificación no sucedió siempre. En algunos casos las variantes todavía están en competencia pero la variación geográfica se ha convertido en variación social. Las variantes son reasignadas con diferencias de clase social, o con diferencias de registro. O sea, se ponen etiquetas arbitrarias.
Un ejemplo de la reasignación en la América Latina podría ser la pronunciación de /h/ inicial en palabras como «hablar» que vienen de latín y comenzaban con F-. La articulación de /h/ aparece en toda la América Latina, pero se relaciona con los hablantes incultos, mientras que los hablantes cultos no pronuncian la consonante.
Otro ejemplo son las palabras huracán/ciclón. Generalmente tienen el mismo significado pero en algunas partes de Hispanoamérica la palabra huracán se utiliza para el fenómeno meteorológico más fuerte que el ciclón.